# Université Jiao-tong de Shanghai
L'université Jiao-tong de Shanghai (en chinois : 上海交通大学), fondée en 1896 et située dans la ville  de Shanghai, est l'une des plus célèbres universités chinoises. Jiaotong ou jiao tong est la transcription du mot chinois : 交通 ; pinyin : jiāotōng ; EFEO : kiaot'ong. Ce mot a un sens large couvrant les mots français de trafic, transports, communications. Il désigne plus largement tout ce qui relie ou connecte. Il est souvent utilisé dans les noms des universités chinoises et est laissé tel quel dans les traductions en langue étrangère de ces noms (les Chinois eux-mêmes insistent pour que l'on ne la traduise pas).
Elle a été fondée en 1896 en tant qu'École publique de Nanyang par un édit impérial de l'empereur Guangxu. Elle est membre de la Ligue C9 des neuf meilleures universités chinoises. Dans le discours anglo-saxon, elle est parfois appelée le « MIT de l'extrême-orient ».
Elle est célèbre pour avoir établi l'un des plus médiatiques classements académiques des universités mondiales, le classement dit de Shanghai.

## Histoire
L'université est fondée en 1896.

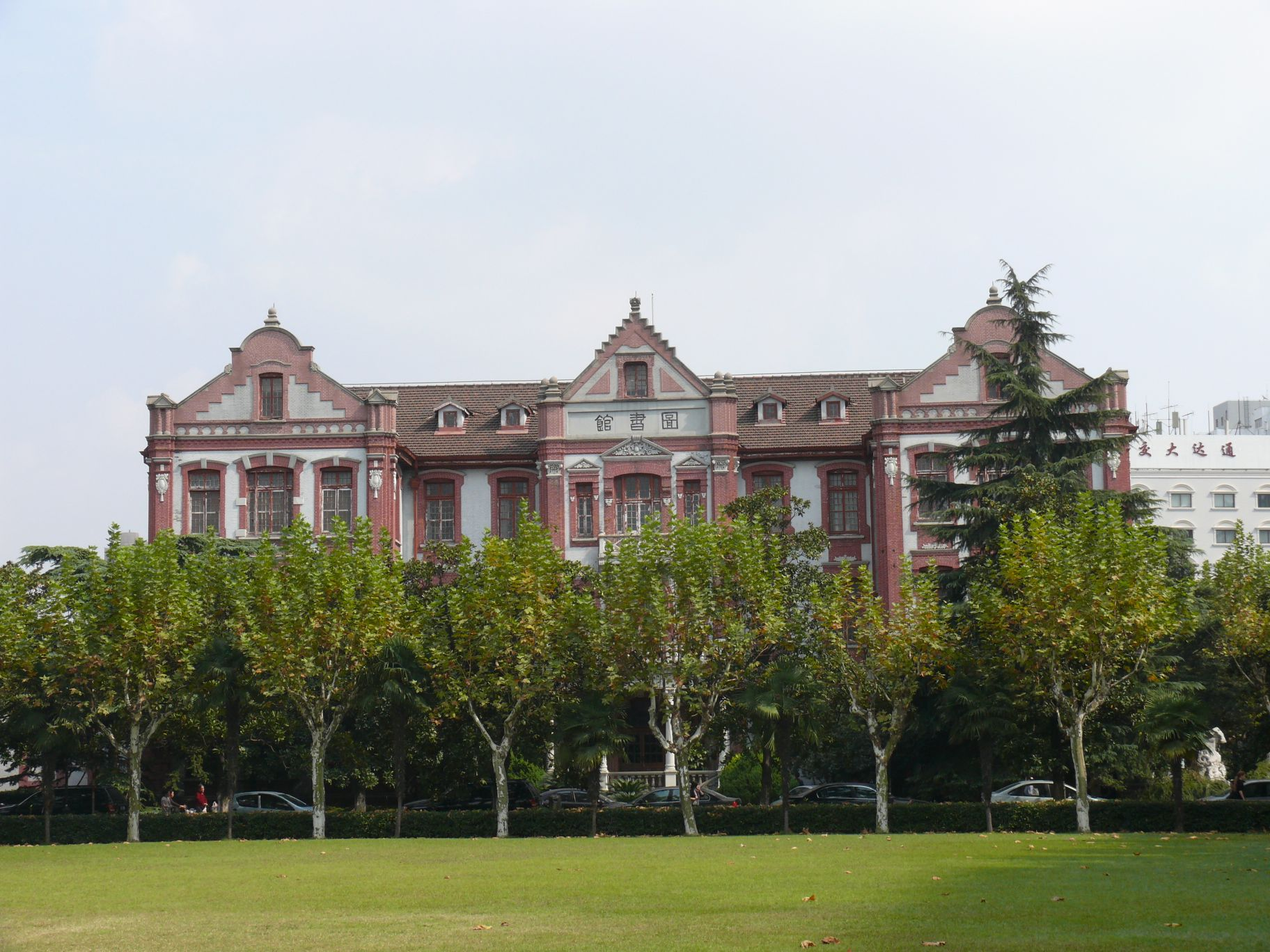
L'ancienne bibliothèque.

Le journal américain The New York Times impute les cyberattaques massives contre Google de décembre 2009 à cette université,.
En France, ParisTech Shanghai Jiao Tong a été inaugurée par François Hollande en 2013. Cette école d'ingénieurs a été fondée par l'université Jiao-tong, l'École polytechnique, Télécom ParisTech, Mines ParisTech et ENSTA ParisTech.

## Classement
L’université Shanghai Jiao Tong est fréquemment classée parmi les cinquantes premières universités mondiales, bien qu’elle puisse occasionnellement en sortir ; elle se maintient néanmoins de manière constante dans le top 100 international. Selon le classement Classement mondial des universités QS (QS World University Rankings) 2026, elle occupe la 47ᵉ position, enregistrant une légère baisse par rapport à sa 45ᵉ place en 2025.
Au niveau national, elle figure systématiquement parmi les cinq premières universités chinoises,.

## Personnalités liées à l'université

### Enseignants
- Luc Montagnier[9], codécouvreur du virus du sida, prix Nobel de physiologie ou médecine 2008
- Ghil’ad Zuckermann, linguiste
- Tudor Ratiu, mathématicien
- Shuzhen Zhou, géographie.

### Étudiants
- Jiang Zemin[10], homme d'État
- Christine Leang, écrivaine française.